# Маринча Вас
Маринча Вас (словен. Marinča vas) — поселення в общині Іванчна Гориця, Осреднєсловенський регіон, Словенія. Висота над рівнем моря: 264,8 м.